# ترور هرانت دینک
هرانت دینک (به ارمنی: Հրանդ Տինք) که یک روزنامه‌نگار ترکیه‌ایِّ ارمنی‌تبار بود که در ۱۹ ژانویهٔ ۲۰۰۷، بدست اوگون ساماست، یک ملی‌گرا و راست ۱۷ سالهٔ ترک، در استانبول ترور شد. ترور او اندکی پس از پخش مصاحبهٔ او با نام «جیغ‌زنندگان» روی داد که در آن دربارهٔ انکار نسل‌کشی ۱۹۱۵ ارمنی‌ها و محاکمهٔ او طبق مادهٔ ۳۰۱ سخن می‌گفت. درحالیکه قاتل از آن زمان در بازداشت است، تصویرهایی از او منتشر شده‌اند که او را شانه‌به‌شانه افسران لبخند-به-لب پلیس که در جلوی پرچم ترکیه ایستاده‌اند، نشان می‌دهند. این تصویرها در ترکیه جنجال آفریدند و تعدادی از افسران از کار برکنار شدند.
هراند دینک در ۱۵ سپتامبر ۱۹۵۴ در ملطیه به دنیا آمده بود.